# Krompach (zámek)
Zámek Krompach stojí v centrální části obce Krompach v Libereckém kraji, nedaleko návsi s kostelem Čtrnácti svatých pomocníků. Budovy zámku v současné době využívá internátní škola. Je chráněn jako kulturní památka.

## Historie

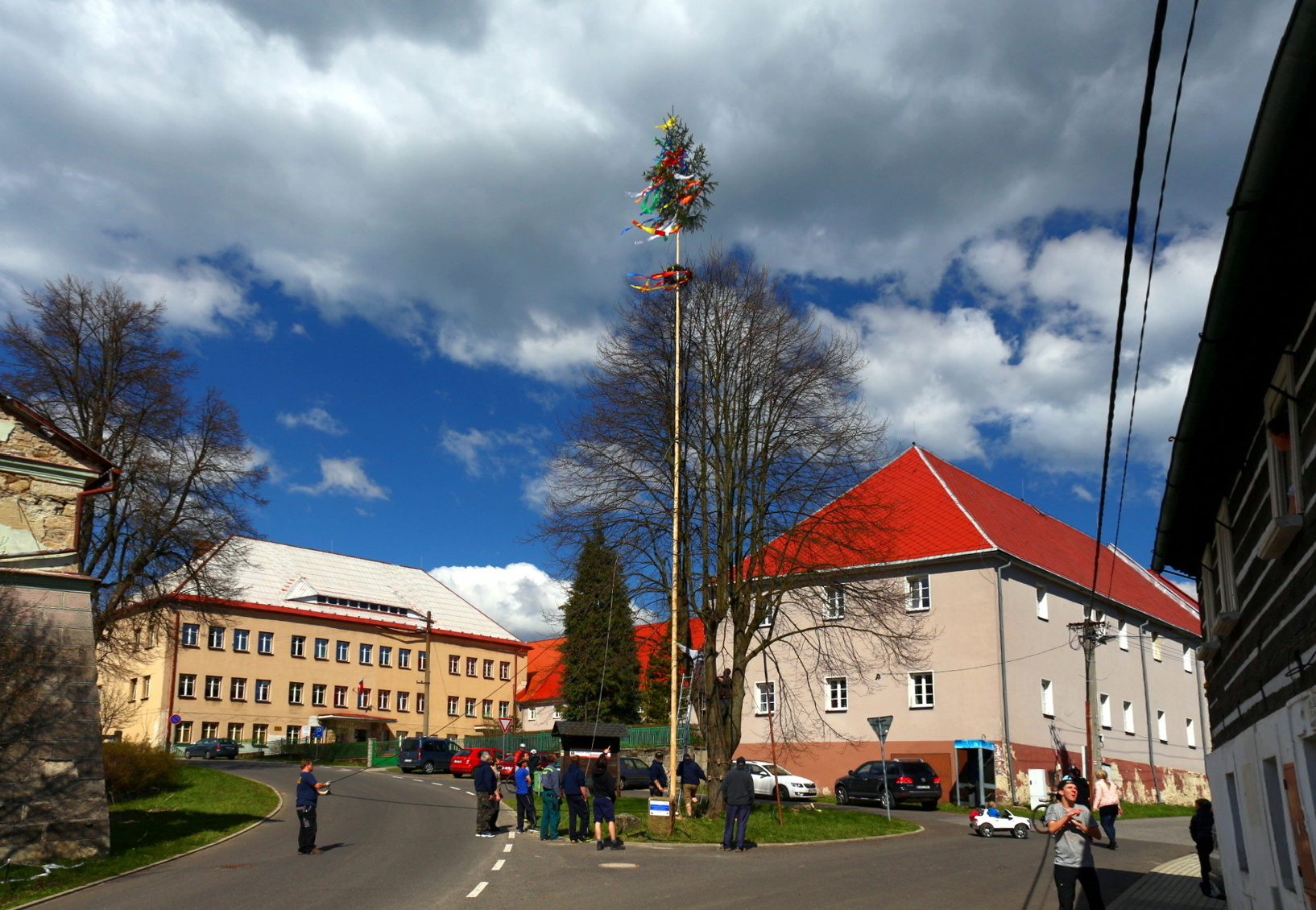
Zámek Krompach na návsi obce

O historii zámku se dochovaly jen drobné útržky, podle nichž se dá usuzovat, že jej založil huťmistr Valentin Schürer, jenž Krompach vlastnil zřejmě od roku 1585. V roce 1591 získal šlechtický titul von Waldheim a někdy v této době zřejmě vznikl i zámek. Po druhé světové válce sloužil objekt jako škola v přírodě, v roce 1965 zde pražský školský odbor zřídil zvláštní internátní školu. V současnosti je v budově zámku dětský domov, základní a mateřská škola.
Původní podoba renesančního zámku se dá již jen těžko rekonstruovat. Trojkřídlý objekt měl půdorys ve tvaru písmene U, přičemž se otevíral na západ. Severní křídlo, kde je dnes škola, bylo v pozdějších dobách zbořeno a nahrazeno novostavbou. Střední část a především jižní křídlo si zachovaly přibližně původní podobu, ovšem i zde jsou zřetelné výrazné zásahy do vzhledu.

## Další informace

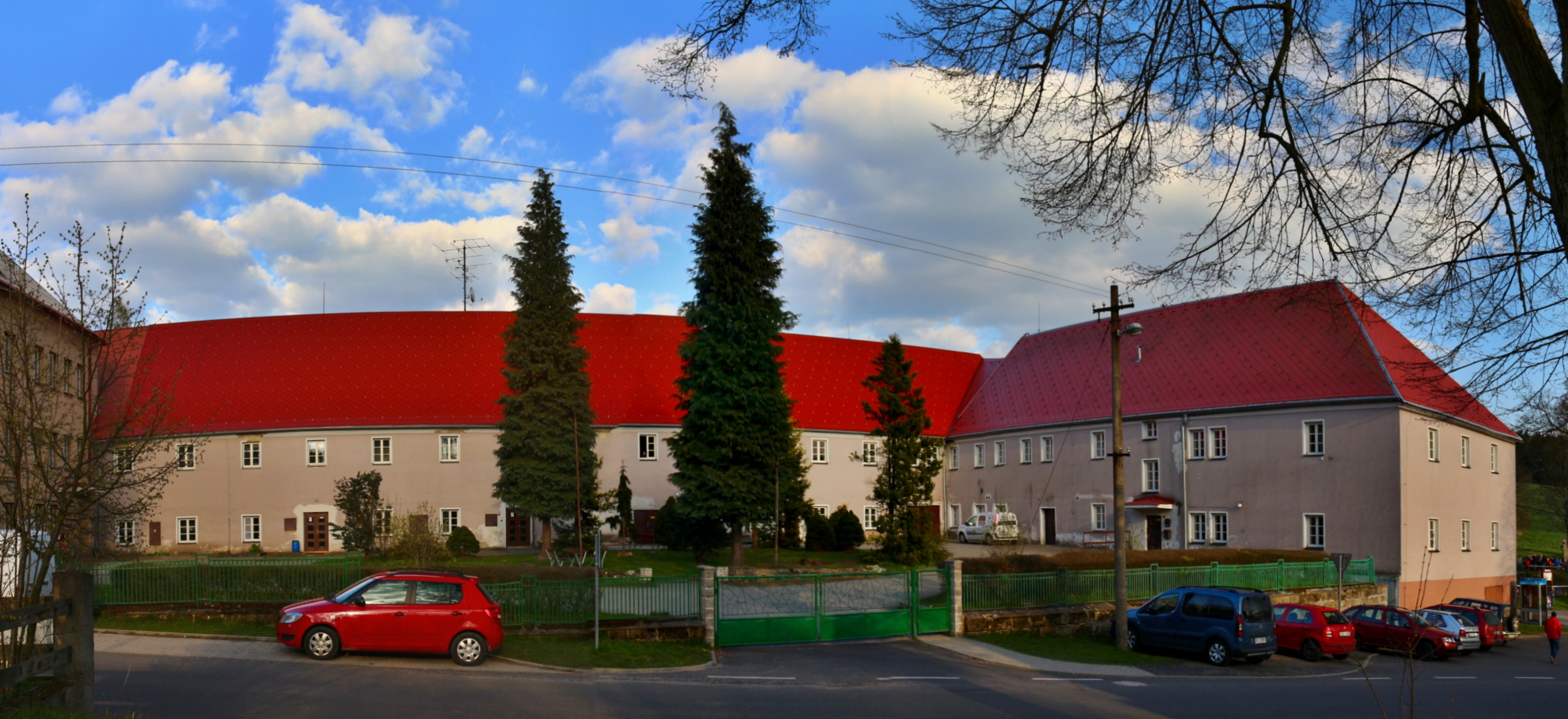
Zámek Krompach, středová část

U zámku se kříží červená turistická značka od Dolní Světlé na Hvozd se zelenou turistickou značkou od Valů taktéž na Hvozd. Kromě toho zde začíná žlutě značená turistická trasa na hraniční přechod Krompach–Hain.